# Katharine Woolley
Katharine Woolley, nascuda Katharine Menke, i també coneguda com a Katharine Keeling (Anglaterra juny 1888; † 8 novembre de 1945) va ser una arqueòloga i il·lustradora britànica.
Katharine Menke va néixer a Anglaterra el juny de 1888 de pares alemanys. Va estudiar història al Somerville College, Oxford, però no va completar la seva educació a causa de problemes de salut. Menke es va casar amb el tinent coronel Bertram Keeling el 3 de març de 1919. La parella es va traslladar a Egipte, on Bertram realitzava estudis geogràfics. Ell es va suïcidar pocs mesos després, el 20 de setembre de 1919. Hi ha diverses versions del fet, la més estesa és la que recull Cristina Morató en el llibre Les dames d'Orient: el seu marit es va suïcidar «davant d'ella al peu de la Gran Piràmide al Caire disparant-se un tret al cap»".
El 1924, Katharine Woolley es va incorporar com a assistent de camp i il·lustradora de l'excavació de Sir Leonard Woolley a la ciutat d'Ur. Aleshores era molt inusual que les dones solteres participessin en excavacions, i fins i tot es va considerar una situació escandalosa. Quan la situació va arribar als proveïdors de l'excavació, aquests van demanar que Katharine abandonès l'obra. Per solucionar la situació Leonard es va oferir a casar-se amb ella, però Katharine va posar la condició que no hi hagués contacte físic. Es van casar l'any 1927. L'escriptora Agatha Christie, dona de Max Mallowan, un dels arqueòlegs que treballaven a Ur, es va inspirar en Katharine per Louise Leidner, la víctima de la seva novel·la Murder in Mesopotamia traduïda al català Assassinat a Mesopotàmia. Va dirigir l'última temporada d'excavacions a Ur, el 1934.
Va morir 8 novembre 1945 als 58 anys.